# Rinaldo Piazzalunga
Rinaldo Piazzalunga (Milano, 17 gennaio 1899 – Segrate, 8 settembre 1978) è stato un calciatore italiano di ruolo centromediano.

## Carriera
Dal 1921 al 1926 ha disputato cinque stagioni con la U.S. Milanese, poi ha disputato due stagioni in Divisione Nazionale a Busto Arsizio con la Pro Patria, debuttando con i tigrotti il 3 ottobre 1926 nella partita Pro Patria-Monfalconese CNT (1-1). Nella primavera del 1928 ha giocato il girone A della Coppa Coni con la squadra bustocca.